# Козаровичі
Козаровичі — село в Україні, у Димерській селищній громаді Вишгородського району Київської області України. Розташоване над річкою Ірпінь біля Київського водосховища.

## Історія

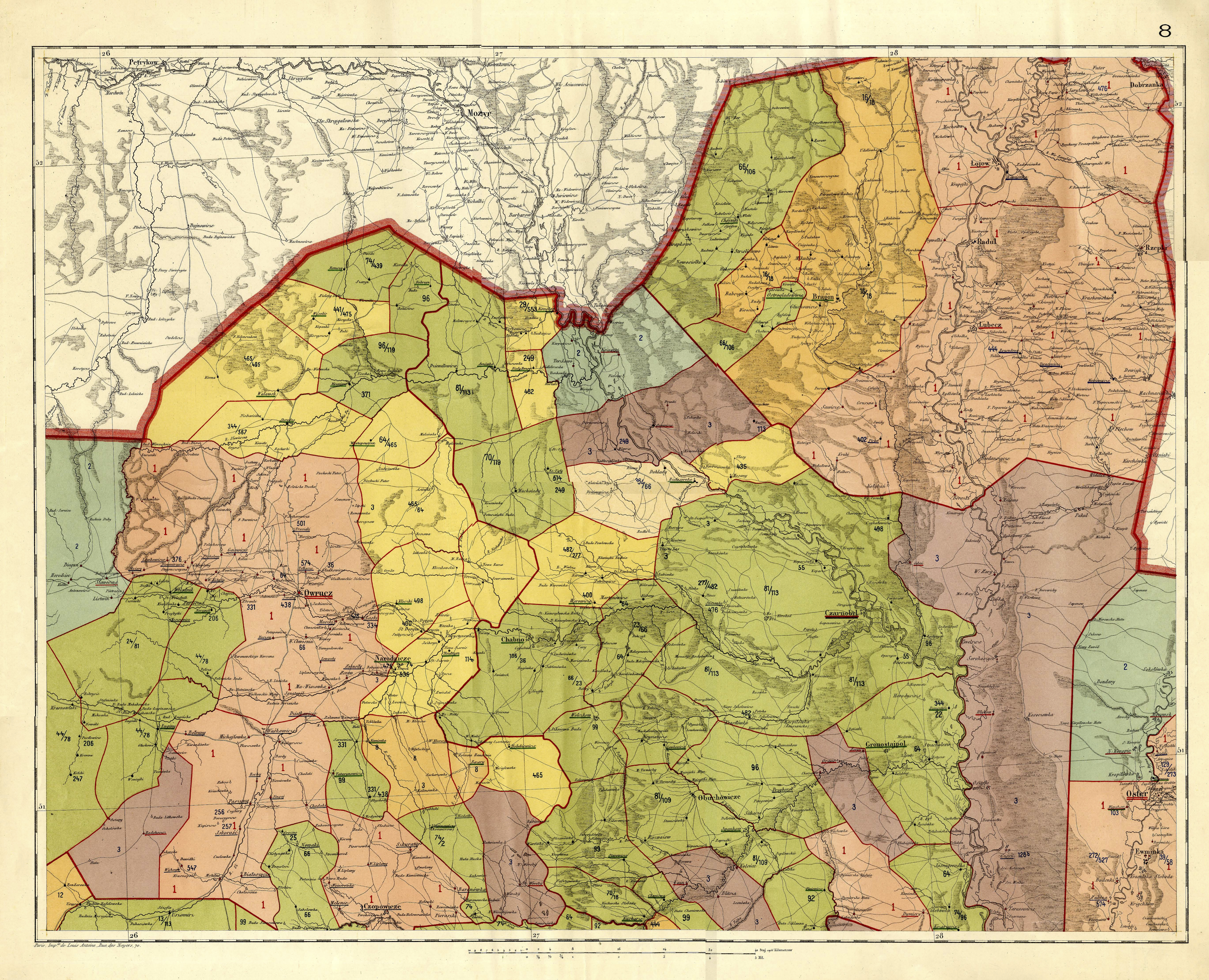
Історичний атлас Речі Посполитої. Епоха перелому з XVI—XVII століть. Карта № 8

Поряд знаходиться значна багатошарова археологічна пам'ятка.
Щодо походження назви «Козаровичі» немає достовірних відомостей. Можливо, вона походить від назви древнього племені хозар.
На старовинних картах Речі Посполитої кінця XVI — початку XVII століття село також позначалося як «Козажиче» (пол. Kozarzycze).
Відповідно до книги Лаврентія Похилевича «Сказання про населені місцевості Київської губернії» (1864), про початок і заснування села не збереглося жодних переказів у місцевих мешканців.
Перші згадки про село датуються XV століттям. Козаровичі у другій половині XV століття були «землею господарською» або «королівською», і складали упосадження Київського замку і київських воєвод.

### У складі Великого князівства Литовського і Речі Посполитої (до 1793)
1511 року Великий Князь Литовський і король Польщі Сигізмунд І королівським привілеєм надав Козаровичі Яцку Єльцю разом із землями над річкою Тетерів:
Яцко Єльц передає село своєму синові Федору, який у 1532-му продає Козаровичі київському воєводі Андрію Немировичу. Той, у свою чергу, у 1536 році продає їх Івану Горностаю, підскарбію Великого князівства Литовського, але за умови, що пожиттєве «тримання» залишається за воєводою.
У 1540році  король Сигізмунд І пише грамоту до «мужів козаровицьких», аби вони були послушні саме Горностаю. Іван Горностай постарався збільшити кількість мешканців села, запрошуючи нових поселенців.
У 1551 році Іван Горностай передав половину Козаровичів старшому сину Івану, а другу половину — своєму брату Оникію Горностаю, маршалку господарському.
Іван Іванович Горностай помер бездітним, і Козаровичі перейшли у власність до його брата Гаврили Горностая. По смерті останнього у 1587 році власником села став його син Ієронім. Відомо, що Гаврило Горностай і його нащадки були кальвіністами за віровизнанням. У 1594 році він призначив Козаровичі на довічне тримання своїй дружині Беаті.
У 1605 році Беата Горностай (у другому шлюбі Порицька) відступила довічне тримання своєму синові від першого шлюбу Самійлу Горностаю. Самійло Горностай заснував кальвіністську громаду (збір) у Козаровичах.
Самійло Горностай помер у Москві у 1618-му, залишивши по собі трьох малолітніх дітей; дружина його Теофіла з Горайських стала опікункою і адміністраторкою їх власності.
По смерті сина Михайла у 1637 році, дві доньки Самійла Горностая Єлизавета (у шлюбі з Андрієм Кристофом Дрогойовським) і Анна (одружена з Рафалом Лещинським) розділили власність. У результаті поділу, Єлизавета Дрогойовська отримала у спадок Козаровичі, Глібівку, Туровицю, Ясногородку, Сухолуччя і Добрятин, а також двір у Києві і площу у Київському замку. Анна Лещинська успадкувала Горностайпіль і Бородянку. По її смерті, її чоловік Рафал Лещинський продав половину Горностайполя і ключ бородянський своєму шурину Андрію Дрогойовському. Таким чином останній став власником колись Горностаєвої власності — козаровицького, бородянського і горностайпільського ключів.
Єлизавета Дрогойовська мала одного сина Самійла Дрогойовського. По смерті чоловіка вона вступила в шлюб з Миколою Абрамовичем, воєводою Мстиславським, пізніше Троцьким. Відомо, що у 1640 —1660-х роках Козаровичі знаходились у користуванні Олександри Ободенської та її сина Костянтина Леона Ободенського: Елизавета Дрогойовська —Абрамович позичила у Олександри Ободенської «20 тисяч польською монетою і 2 тисячі і 200 золотих», а в заклад віддала Козаровичі, містечко Хелмин, села Глібівку і Литвинівку.
Абрамович помер приблизно у 1651 році, а незабаром потому і дружина його зійшла зі світу. Було це вже за часів Хмельниччини, і Козаровичі потрапили під владу козаків.
У 1660 році Козаровичі разом з іншими сусідніми селами були даровані царем Олексієм Михайловичем Межигірському монастирю.
Цим же роком датується інвентар села Козаровичі, складений Костянтином Ободенським. Село мало 60 волок, з кожної волоки виплачувались:
- чиншевих грошей — по 3 злотих (всього з села 180 злотих),
- 8 четвериків вівса (кожна по злотому, виходило разом 480 злотих),
- десяток льону (кожен по півзлотому, виходило разом 30 злотих),
- всього 130 бильців меду з тих, хто володіє бортями (кожне по три злотих, разом 390 злотих),
- Козаровицькі млини разом з корчмою — 1200 злотих,
- засіви на полях, зібрані панщиною у цьому ж році для межигірських отців, дорівнювали 450 копам (кожна по 2 злотих, всього 900 злотих),
- доходи від користування луками, ставками, озерами та третя риба від кожного улова — ще 300 злотих,
- дві телиці (одна — на Великдень, інша — на Різдво Христове, кожна по 10 злотих, всього 20 злотих).

Таким чином, щорічні доходи від села становили 3 500 злотих. Селяни мусили відпрацьовувати панщину два дні на тиждень, як влітку, так і взимку. Крім цього, з кожної волоки — ще по три курки, одному каплуну. Село повинно було щороку надати 16 возів чиншевих дров.
Самійло Дрогойовський після закінчення козацьких воєн намагався повернути свою власність і тому розпочав судовий процес з Межигірським монастирем, який виграв у 1671 році, повернувши собі спадкове право на Козаровичі, Горностайпіль і Бородянку. Він помер близько 1678 року, перед самою смертю перейшовши на католицизм. Кальвіністський збір у Козаровичах поступово занепав і зник без підтримки світського патрона. Маєтки Самійла Дрогойовського перейшли його єдиній доньці Іоанні Катажині. Проте, вона стала черницею Св. Домініка у Львові і у 1681 році переписала все своє майно Андрію Дрогойовському. Після смерті останнього, його власність була поділена між Станіславом та Адамом Харленськими, Колаковським, Змієвськими та іншими. Вони, однак, згодом продали Козаровичі Станіславу Антонію Щуці, реферандару, пізніше підскарбію Великого князівства Литовського, католику за віровизнанням.
Станіслав Антоній Щука помер у 1710 році, а його вдова Констанція Марія (до шлюбу Потоцька) на підставі довічного тримання управляла Козаровичами. При ній, у 1720 році, була збудована дерев'яна Покровська церква.
У 1731 році Констанція Марія Щука віддала українську маєтність своїй доньці Вікторії (у першому шлюбі за Яном Станіславом Контським). Її єдина донька Маріанна успадкувала по смерті матері Козаровичі, Горностайпіль, Бородянку, а також Радинь у Люблінському воєводстві.
Маріанна у 1741 році стала дружиною з Евстахія Потоцького, генерала артилерії в. кн. лит. і старости тлумацького, і таким чином внесла свою власність у дім Потоцьких. Подружжя мало шістьох дітей. По смерті батьків власність була розділена між усіма, і Каетан Потоцький успадкував ключ козаровицький (Козаровичі, Глібівка і Ясногородка), горностайпільський і бородянський.
Від Каетана Потоцького у 1783-му Козаровичі купив Йосип Кучинський, староста ядувський.
У 1783 році у селі мешкало 433 особи у 77 подвір'ях. Землі нараховувалось 12675 десятин і трималося до 2000 шпанських (іспанських) овець.

### У складі Російської імперії (1795—1917)

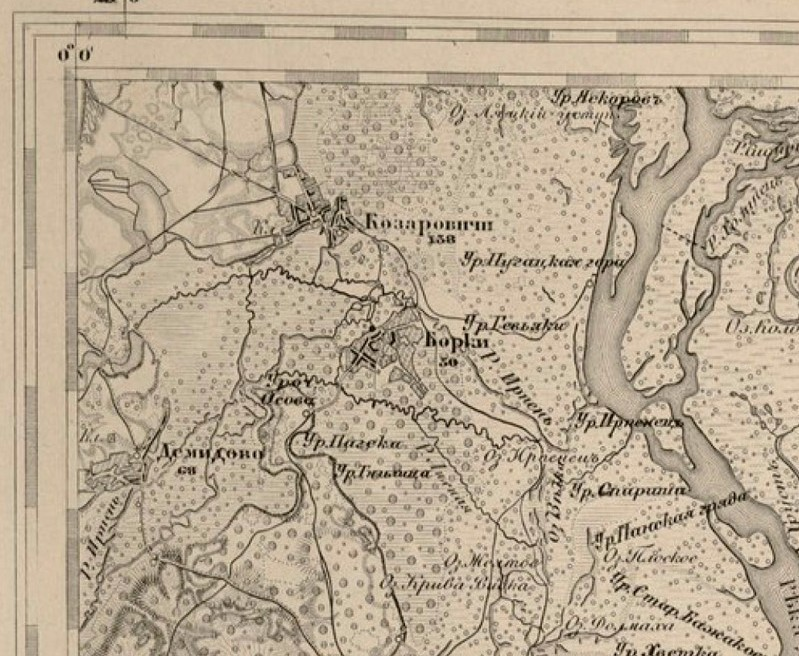
Село Козаровичі на військово-топографічній мапі Російської Імперії (мапі Шуберта Ф. Ф.), ряд 22, лист 9 (1868)

Від Каетана Потоцького вже після поділу Польщі купив село разом з Глібівкою і Ясногородкою Йосип Мошковський (Józef Morzkowski), суддя гродський дорогицький і презес київського головного суду. За нього, у 1803 році, у Козаровичах була освячена римо-католицька каплиця.
Йосип Мошковський відступив ці три села своєму брату Франциску Мошковському, який, у свою чергу, передав село своїй доньці Іоанні, дружині Теодора Михайла Бобр-Пьотровицького, статського радника та маршалка волинської губернії. Надалі Козаровичі перейшли до їх доньки Людвіки, що була дружиною Морица Потоцького.
У 1860-х роках населення Козаровичів збільшилося удвічі і становило 910 осіб: 903 православних і 7 римських католиків (або 7 осіб шляхти, за Руліковським).
Відповідно до даних перепису населення Російської імперії 1897 року, у Козаровичах мешкало 1662 особи, з них 815 чоловіків і 847 жінок. У селі проживало 1625 православних осіб.
Станом на 1 січня 1900 року у Козаровичах налічувалося 382 домогосподарств і проживало 1670 осіб, з них 823 чоловіків та 847 жінок. Землі — 4675,25 десятин, з них 3512 десятин (75 %) належало поміщику, 36 десятин (1 %) — церкві, 1127,25 десятин (24 %) — селянам.
Головне заняття мешканців — хліборобство, однак деякі з селян відправлялися на заробітки до Києва. Станом на 1900 рік село належало Вірі Петрівні Гамалій-Поповій. У селі на той час була одна православна церква, одна каплиця, одна церковно-приходська школа, 5 водяних млинів, одна кузня, один цегельний завод, що належав власниці маєтку, і один громадський запасний хлібний магазин, у якому на 1 січня 1900 року було на особу хліба: озимого — 416 чвертей та ярого — 210 чвертей. З оброчних статей була громадська запасна земля, що приносила доходу на рік до 50 руб.
У 1901–1903 роках у Козаровичах будувався новий кам'яний, храм Покрова Пресвятої Богородиці на заміну старої дерев'яної церкви, збудованої ще у 1720 році. Проєкт нової церкви розробив архітектор Микола Горденін. 28 липня 1903 року новий храм освятив Флавіан, Митрополит Київський і Галицький. Будівництво церкви фінансувалося власниками козаровицького маєтку Вірою Петрівною Гамалій-Поповою та її чоловіком підполковаником гвардії Георгієм Івановичем Поповим. Цю церкву зруйновано у 1935 році: її розібрали, а з цегли побудували двоповерхову школу, бита ж цегла пішла на будівництво дороги до Димера.
У 1908 році у селі створене споживче товариство.
Мешканці села були призвані до Російської армії під час Першої світової війни. У рос. «Именной список № 1209 убитым, раненым и без вести пропавшим солдатам» містяться відомості про Лукашенко Луку Дем'яновича, який загинув 24 березня 1915 року.
Метричні книги, клірові відомості, сповідні розписи церкви Покрова Пресвятої Богородиці села Козаровичі Димерської волості Київського повіту Київської губернії зберігаються в ЦДІАК України 

### Перші визвольні змагання (1917—1921)
За часів Української держави (Гетьманату Павла Скоропадського) у Димері дислокувався загін німецьких військ. 19 серпня 1918 року у Козаровичах та навколишніх селах почалося збройне повстання селян.
Повідомлення начальника 2-ї дільниці Київської повітової варти до начальника Київської повітової варти від 18 серпня 1918 року:
Начальник Київської повітової варти, отримавши повідомлення, терміново звернувся в штаб німецької бригади з проханням відрядити в ці села військові загони. 20 серпня він одержав додаткові відомості про те, що німці обстрілюють с. Димер.
Перебіг повстання описаний у донесенні прокурора Київського окружного суду прокурору Київської судової палати від 7 вересня 1918 року:

### У складі УРСР (1920—1991)

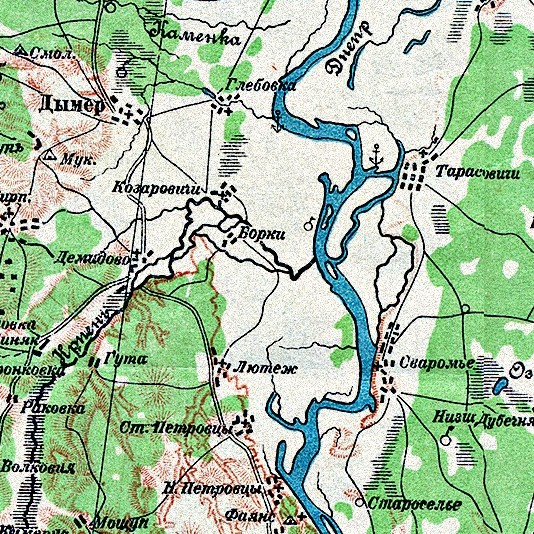
Село Козаровичі на спеціальній карті Європейської частини СРСР, лист 31, 1926

У 1922 році у селі за ініціативи Сільськогосподарського наукового комітету України створено «Козаровицьку дослідно-меліоративну лукову станцію» (рос. «Козаровичская опытно-мелиоративная луговая станция»).

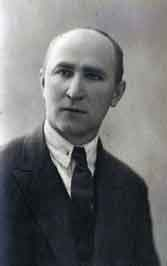
Шкабара Олексій Степанович — керівник Козаровицької дослідно-меліоративної лукової станції (портрет 1950-х років)

З 1925 року станцією керував Олексій Шкабара, завідувач кафедри луківництва Київського меліоративного інституту. У 1933 році він був заарештований у сфабрикованій справі шкідників-агрономів, що ніби-то були винні у голодоморі у 1932—1933 роках. Після відбування ув'язнення та заслання він повернувся до України та оселився у Козаровичах. Олексій Шкабара був багаторічним незмінним завідувачем станції, де проводив агротехнічну роботу, аж до її закриття у 1960-х роках, коли було створене Київське водосховище.
Завдяки брошурам, виданим станцією, збереглися географічні назви місцевостей, що зараз затоплені, як-то:
- болото Чайка;
- урочища: Кобилівське, Плесова нива, Язвин Ріг, Шишів, Яскоревище, Тимохів ріг, Косицьке, Хуторище, Нестерова поляна, Волосово;
- озера: Гульча, Борове, Каливе, Плоске, Грузьке, Березове;
- острів Зауступ[12].

За даними єдиного сільськогосподарського податку відомо, що у Козаровичах у 1925 році проживало 2440 осіб у 592 господарствах.
За попередніми підсумками перепису населення СРСР 1926 року, структура населення Козарович (разом з хутором Радянським) була такою:
- 610 господарств, з них 589 селянського типу (96,56 %) і 21 іншого типу (3,44 %);
- 2492 мешканців, з них 1235 чоловіків (49,56 %) і 1257 жінок (50,44 %);
- за національністю — 2473 українців (99,24 %), 11 росіян (0,44 %) та 8 інших або невідомих (0,32 %).

У 1929 році селяни Козаровичів вступили у артіль «Червоний партизан» на чолі з Тихоном Горголем. Оскільки у неї не було інвентарю, то комітет незаможних селян зайнявся зборами (тобто конфіскацією) плугів, борін, возів, коней і волів. Спершу в артіль об'єдналися лише 32 господарства, а вже перед війною у колгоспі було 680 господарств, 200 коней, 270 корів, свиноферма і птахоферма. З 1959 року колгосп реорганізовано і перейменовано в овочево-молочний радгосп «Козаровицький».
У 1933 році в селі за кошти колгоспу за ініціативи його голови відкрито притулок (патронат) для 80 дітей-сиріт, які як правило, ставали такими в результаті голодомору. Того ж року у селі відкрита колгоспна їдальня, яка і врятувала багатьох козаровичан від голоду. Наприкінці 1933 року Тихона Горголя, незгодного з методами колективізації, виключено з партії.

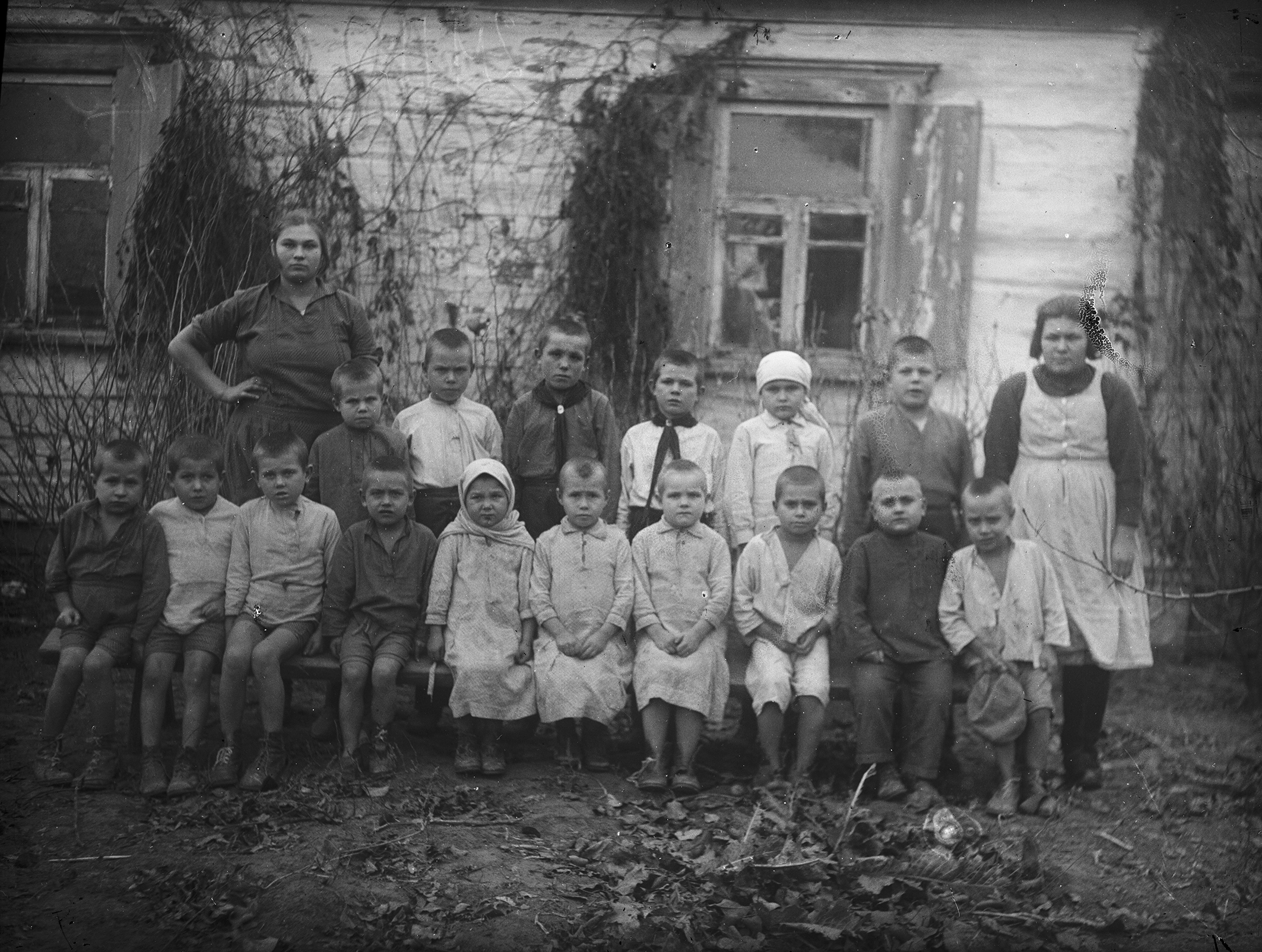
Вихованці і вихователі дитячих ясел в с. Козаровичі Димерського району Київської області (1934)
Будинок лазні колгоспу «Червоний партизан» Димерського району Київської області, с. Козаровичі, (1934)
Пасіка колгоспу “Червоний партизан” Димерського району Київської області, с. Козаровичі (1934)
Скирти в колгоспі «Червоний партизан» Димерського району Київської області, с. Козаровичі (1934)

У 1938 році (за іншими даними у 1937 році) репресовано близько 10 козаровичан і глібівчан, першим з яких заарештований Тихон Горголь. У базі даних про репресованих та похованих у Биківні, місці поховання страчених і закатованих в Київському НКВС, міститься одна особа з Козарович: Романенко Петро Леонтійович, 1911 р. н., розстріляний у серпні 1937 року.
У часи так званої «хрущовської відлиги» репресовані козаровичани були реабілітовані. Текст однієї з довідок, що надійшли до Козаровицької сільради у 1956 році:
|  | Справа звинувачення Горголя Тихона Кузьмича переглянута президією Київського обласного суду 26 серпня 1956 року. Постанова трійки від 28 березня 1938 року стосовно Горголя Тихона Кузьмича відмінена, а справу припинено за відсутністю складу злочину. — Голова київського облсуду Є. Глущенко. |

У перші дні німецько-радянської війни на фронт було призвано 298 козаровичан, з яких 235 загинули. З 11 липня 1941 року село окуповане німецькою армією. Всього до Німеччини з села вивезли 467 осіб, з яких 123 не повернулися. У (неповній) базі військовополонених — уродженців України міститься 18 імен уродженців Козаровичів, що потрапили до полону під час німецько-радянської війни.

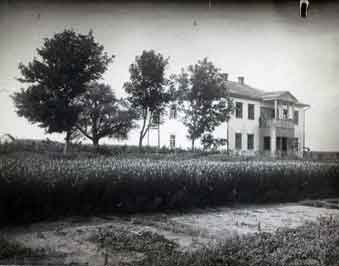
Будівля Козаровицької дослідно-меліоративної лукової станції, 1950-ті роки

4 листопада 1943 року село було звільнене від німецьких загарбників. У селі залишилося лише 86 хат (з 680, що були до війни).

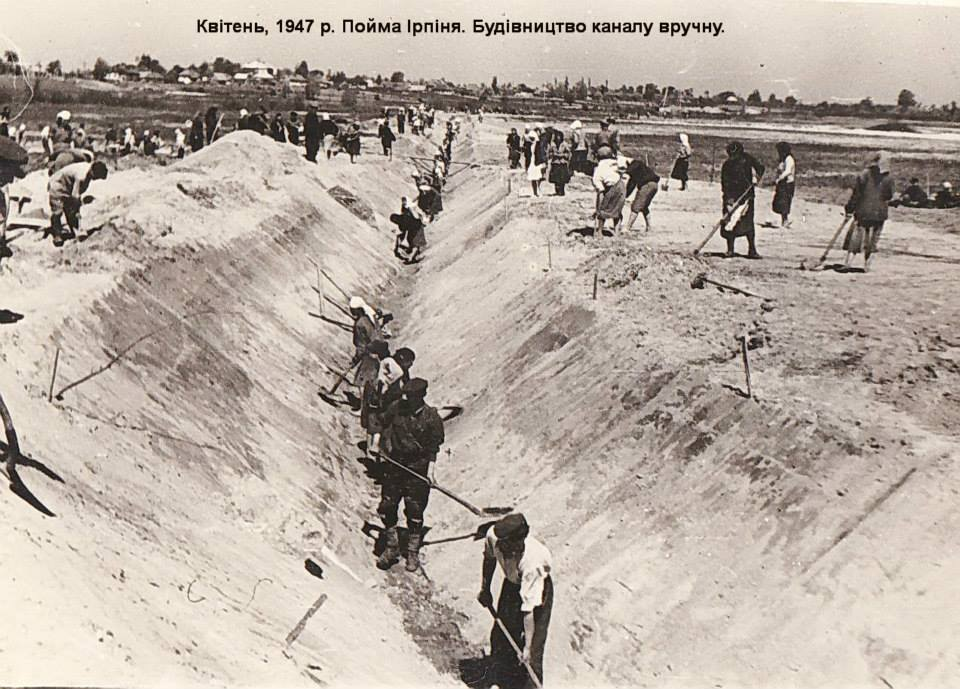
Риття каналу вручну у заплаві Ірпеню під час будівництва Ірпінської меліоративної системи (1947). Невідомо, чи зображена місцевість знаходиться безпосередньо біля Козаровичів, однак фотографія добре ілюструє роботи, що проводились поблизу села

У 1947 році почалося будівництво Ірпінської осушувально-зволожувальної системи у заплаві Ірпеню та її приток. Роботи проводилися в тому числі поблизу Козаровичів. Будівництво завершилося у 1954 році. Так зване Ірпінське болото поблизу села була каналізоване та осушене. Зберігся такий його опис 1848 року:
|  | Ірпінське болото при с. Козаровичі, протяжністю 3 вер. (3,18 км), шириною до 750 саж. (1600 м) і до 2 саж. (4,3 м) глибиною; примикає до р. Ірпінь, трясовинне і не прохідне. |

У селі кіностудією імені Олександра Довженка знімався художній фільм «Гроза над полями» (1958).
У 1960-х роках було утворено Київське водосховище при спорудженні Київської ГЕС. Більша частина села затоплена: від старого села залишилася одна вулиця (тепер Першотравнева). Близько 1300 подвір'їв козаровичан були перенесені і заново збудовані на незатоплюваній території. Знесена частина будівель радгоспу та інших державних установ (школа, медпункт тощо). Затоплено фруктові сади, ягідники, орна земля, луки Ірпінської заплави.
Населення села за результатами перепису 1989 року становило 2189 осіб, з них 45,18 % чоловіків і 54,82 % жінок.

### У складі Незалежної України (з 1991)
Про село у 2008—2010-х роках відзнято документальний фільм «І бусли прилетять у Козаровичі» каналом УТР для програми «Кінолітопис епохи». Трансляція фільму відбулася 20 вересня 2010 року.
2 грудня 2017 року в Козаровичах освячено храм УПЦ КП на честь Покрови Божої Матері і каплицю.

### Російсько-українська війна
25 лютого 2022 року російські окупанти захопили ферму Олександра Кривошея, на якій вони облаштували військову базу. За понад місяць їх базування російські окупанти з'їли понад сотню баранів. Користуючись нагодою, наприкінці березня 2022 року, фермер Олександр Кривошей навів вогонь ЗСУ на власну ферму. Внаслідок ракетного удару були знищені окупанти на фермі, згорів дах будівлі, посівний матеріал та робоча техніка. У серпні 2022 року фонд «Keep Going» придбав профнастил для покрівлі й допомагає у відбудові господарства.
Трохи на південь від села знаходиться гребля та водонасосна станція, що перекачує воду з річки Ірпінь у Київське водосховище. В перші дні російського вторгнення гребля була двічі підірвана силами оборони України аби пустити воду в заплаву Ірпеня та унеможливити прохід військової техніки через греблю. Оскільки Демидівський міст (що знаходиться на автодорозі Р02 через річку Ірпінь) був підірваний в перший день вторгнення, а розлив Ірпень став природною перепоною на шляху російських загарбників, то гребля в Козаровичах залишилась останнім більш-менш придатним шляхом на інший берег в бік Києва.
Оборону цього рубежу тримали військові ЗСУ — 72-ї бригади, територіальної оборони і НГУ — батальйону оперативного призначення (резервного батальйону) імені Героя України генерал-майора Сергія Кульчицького.
За словами Ігоря Луценка, в перших числах березня 2022 року оборону дамби тримало семеро українських військових. Під час боїв з російськими загарбниками 1 березня 2022 року командування взяв на себе старший солдат, аеророзвідник 72 омбр. Олег Собченко.
Українським захисникам вдалось відбити всі атаки ворога та не пропустити його до столиці.

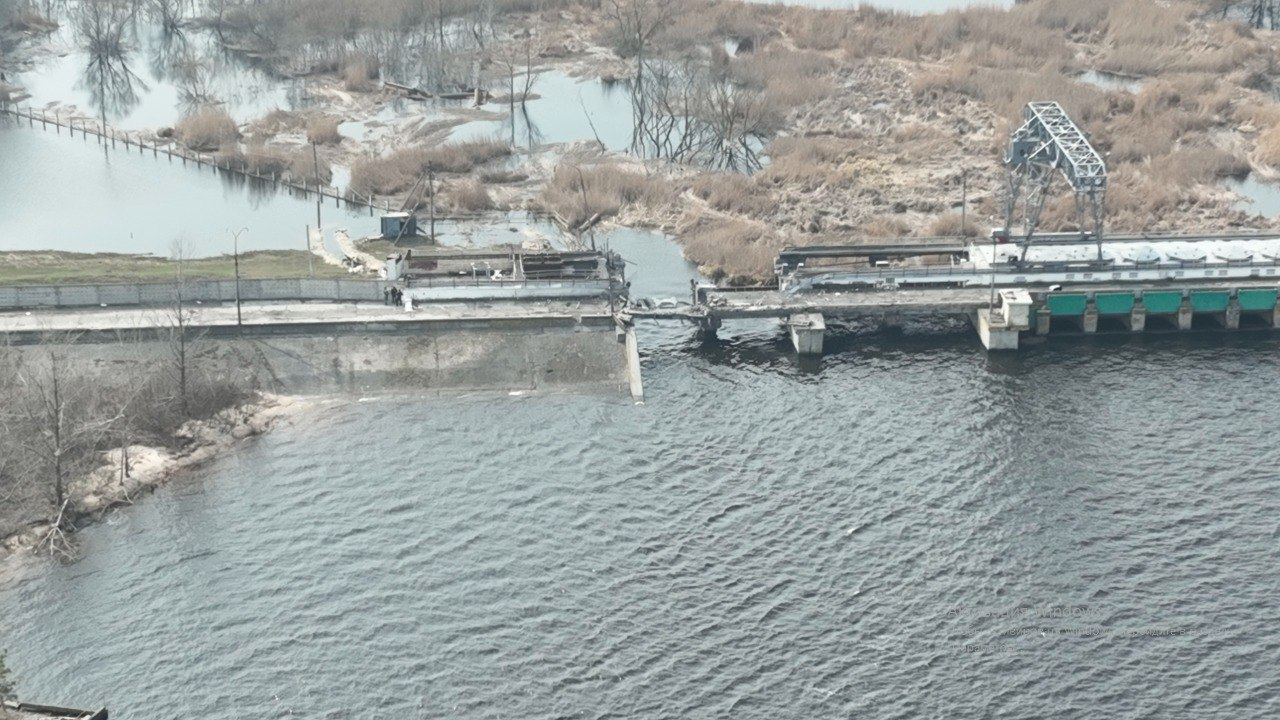
Вода з Київського водосховища ринула через пошкоджену греблю в Козаровичі вверх за течією річки Ірпінь
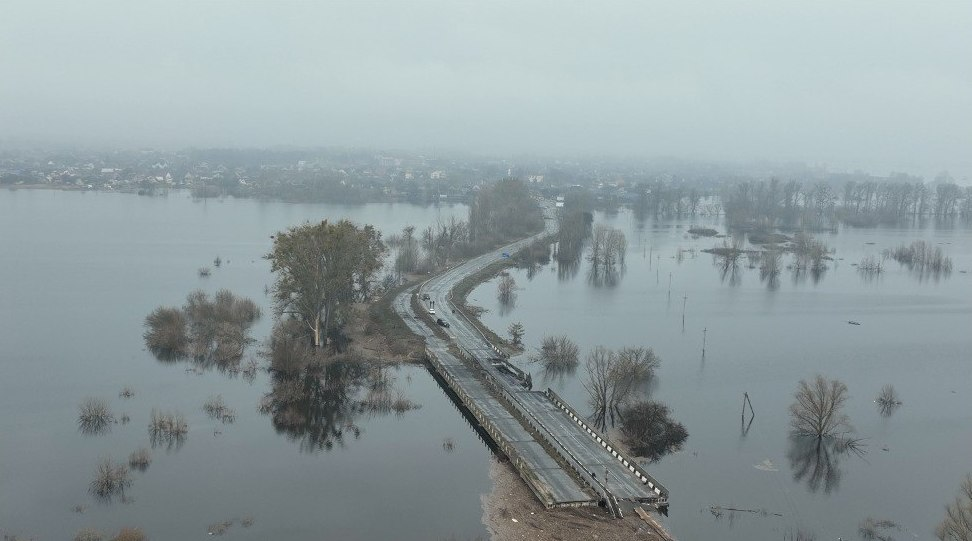
Краєвид на Демидів з боку мосту на автошляху Р02 через річку Ірпінь після затоплення заплави
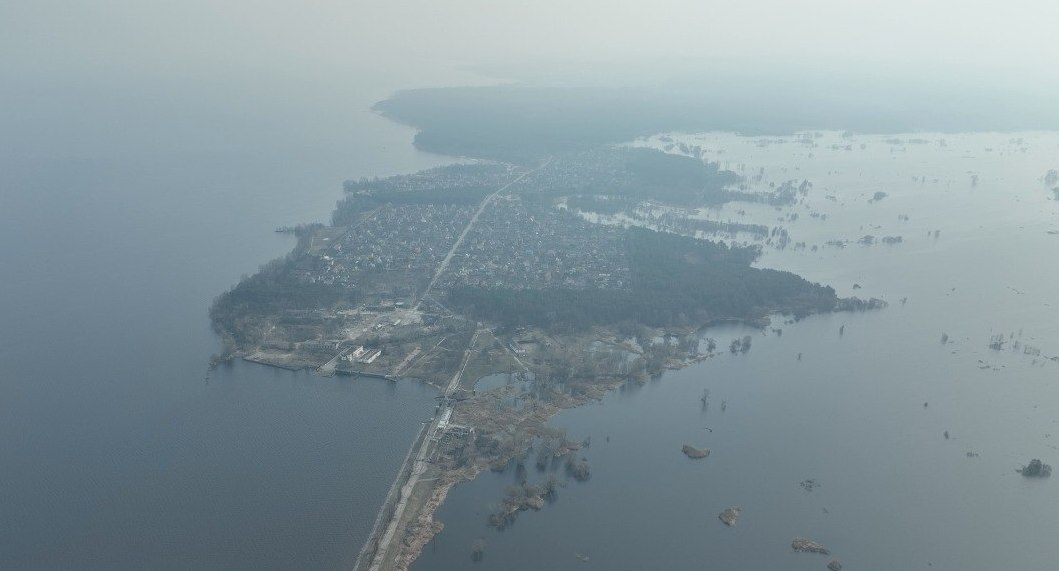
Краєвид на греблю з боку Козаровичів

## Населення

### Демографія
За даними Вишгородської районної ради, населення с. Козаровичі у 2011 році становило 1558 осіб (офіційно зареєстрованих у населеному пункті).
| Рік | Кількість осіб | Кількість дворів / господарств |
| --- | -------------- | ------------------------------ |
| 1783 | 433            | 77 дворів                      |
| 1860-ті | 910            |                                |
| 1897 | 1662[б]        |                                |
| 1900 | 1670           | 382 двори                      |
| 1925 | 2440[є]        | 592 господарства               |
| 1926 | 2492[б]        | 610 господарств                |
| 1940? («до війни») |                | 680 господарств[в]             |
| 1943 |                | 86 хат                         |
| 1989 | 2189[г]        |                                |
| 2001 | 1804[д]        |                                |
| 2011 | 1558[е]        |                                |
| [а]Дані таблиці не є порівнюваними між собою, оскільки: (1) охоплюють дещо різні сукупності людей, (2) зібрані різними методами, (3) точність збору даних за минулі століття невідома. [б]Наявне населення, тобто ті, що фізично знаходяться у населеному пункті на момент проведення перепису. [в]Маються на увазі господарства, що входили до колгоспу. Ймовірно були і ті, що не входили. [г]Постійне населення, тобто ті, що постійно проживають у населеному пункті, а не знаходяться у ньому тимчасово. [д]Загальна чисельність мешканців населеного пункту. Не уточнено, чи це постійне населення чи наявне. [е]Мешканці, що офіційно зареєстровані у населеному пункті (прописані). [є]Інформація на основі єдиного сільськогосподарського податку 1925 року. |                |                                |

### Мова
Розподіл населення за рідною мовою за даними перепису 2001 року:
| Мова            | Кількість | Відсоток |
| --------------- | --------- | -------- |
| українська      | 1752      | 97.12%   |
| російська       | 47        | 2.60%    |
| білоруська      | 4         | 0.22%    |
| інші/не вказали | 1         | 0.06%    |
| Усього          | 1804      | 100%     |

### Політика
На Виборах Президента України 2004 року у Козаровичах була виборча дільниця № 73 Територіального виборчого округу № 97, влаштована у місцевій середній школі. У повторному голосуванні 26 грудня 2004 року взяло участь 1043 особи, з них:
- 85 % (889 осіб) підтримали Віктора Ющенка,
- 11 % (114 осіб) — Віктора Януковича,
- 1 % (14 осіб) не підтримали жодного кандидата,
- 2 % (26 осіб) бюлетенів визнано недійсними.

На Виборах Президента України 17 січня 2010 року у Козаровичах була виборча дільниця № 62 Територіального виборчого округу № 97. У другому турі голосування взяло участь 880 осіб, з них:
- 65 % (572 особи) підтримали Юлію Тимошенко,
- 23 % (199 осіб) — Віктора Януковича,
- 5 % (42 особи) не підтримали жодного з двох кандидатів,
- 8 % (67 осіб) бюлетенів визнано недійсними.

На Позачергових виборах Президента України 25 травня 2014 року у Козаровичах була виборча дільниця № 320371 Територіального виборчого округу № 97. У голосуванні взяло участь 943 особи, з них:
- 63 % (598 осіб) підтримали Петра Порошенка,
- 13 % (121 осіб) — Юлію Тимошенко,
- 11 % (101 особа) — Олега Ляшка,
- 12 % (117 осіб) — інших кандидатів,
- 1 % (6 осіб) бюлетенів визнано недійсними.

На Виборах Президента України 2019 року у Козаровичах була виборча дільниця № 320371 Територіального виборчого округу № 96. У повторному голосуванні 21 квітня 2019 року взяло участь 775 осіб, з них:
- 76,38 % (592 особи) підтримали Володимира Зеленського,
- 21,94 % (170 осіб) — Петра Порошенка,
- 1,68 % (13 осіб) бюлетенів визнано недійсними.

## Пам'ятки
- В селі, у братській могилі похований Герой Радянського Союзу Гостєв Олександр Сергійович і з ним 114 воїнів Червоної армії.
- Поблизу сіл Козаровичі і Глібівка розташована багатошарова археологічна пам'ятка Козаровичі[49].
- Поблизу села Козаровичі знаходяться декілька зруйнованих ДОТів, що є частиною першої лінії оборони Київського укріпленого району.

## Козаровицька дамба
На місці впадіння р. Ірпінь у Київське водосховище знаходиться Козаровицька дамба, збудована у 1965 р. Довжина дамби складає 1,4 км. В її тілі знаходиться Ірпінська насосна станція, що здатна перекачувати 60,4 м3/с. Дамба захищає село та заплаву р. Ірпінь від підтоплення.
Рух транспорту через дамбу заборонений через її аварійний стан.

## Інфраструктура
У селі розташована Козаровицька загальноосвітня школа І-ІІІ ступенів. Вона будувалася у першій половині 1970-х років і була відкрита 1 вересня 1974 року. Перша ж — церковнопарафіяльна — школа у селі була заснована 12 грудня 1859 року настоятелем церкви о. Филимоном Васильовичем Пасинським і знаходилася у звичайному сільському будинку.
У селі є централізоване газопостачання і водопостачання холодної води, амбулаторія загальної практики—сімейної медицини.

## Спорт і дозвілля
Узбережжя Київського водосховища на північ від Козаровичів є популярним місцем для кайтсерфінгу.
21 червня 2014 року на пляжі села Козаровичі відбувся старт Першого Київського каяк-марафону з дистанцією 20 км вздовж правого берега Київського водосховища.

## Особистості
- Петро Трохимович Лукашенко (нар. 1936) — автор багатьох науково-педагогічних праць[58][59], повісті «Покликання» (1988)[60], книги «Козаровичі» (2003)[12][61]. З 1987 року — директор Ірпінського економічного технікуму (зараз — Ірпінський економічний коледж при НУБіП).
- Олексій Іванович Лукашенко (* 1 травня 1937 — † 27 січня 2001) — поет, член спілки письменників СРСР[61]. Автор поетичних збірок «Вітер у березах» (1971)[62], «Грім за Дніпром» (1974)[63], «Березень — бешкетник» (2007, видана посмертно)[64].
- Пилип Романович Приходько (нар. 26 листопада 1925, с. Козаровичі)  — повний кавалер Ордену Слави. Закінчив 8 класів в 1941 році. На фронті німецько-радянської війни з січня 1943 року. Нагороджений Орденом Слави 3-го ступеню 8 травня 1944 року, 2-го ступеню — 26 серпня 1944 року, 1-го ступеню — 23 травня 1945 року. Після війни навчався в Київському автомобільному технікумі і Київському автодорожному інституті. Працював і мешкав в смт. Іванків[65].
- Михайло Володимирович Левченко (1944—1995) — український психолог, завідувач кафедри психології НПУ ім. М. П. Драгоманова, професор. Народився в с. Козаровичі Димерского району Київської області. Одним з перших в Україні почав вивчати адаптацію як соціально-психологічне явище. До нього адаптацію досліджували на фізіологічному та соціальному рівні. Предметом дослідження М. Левченка був аналіз адаптації в процесі формування психологічної готовності молоді до вибору професії вчителя[66].

## Відомі відвідувачі
У 1956 році село відвідали Ів Монтан та Симона Синьйоре, які перебували в СРСР з гастролями.

## Галерея

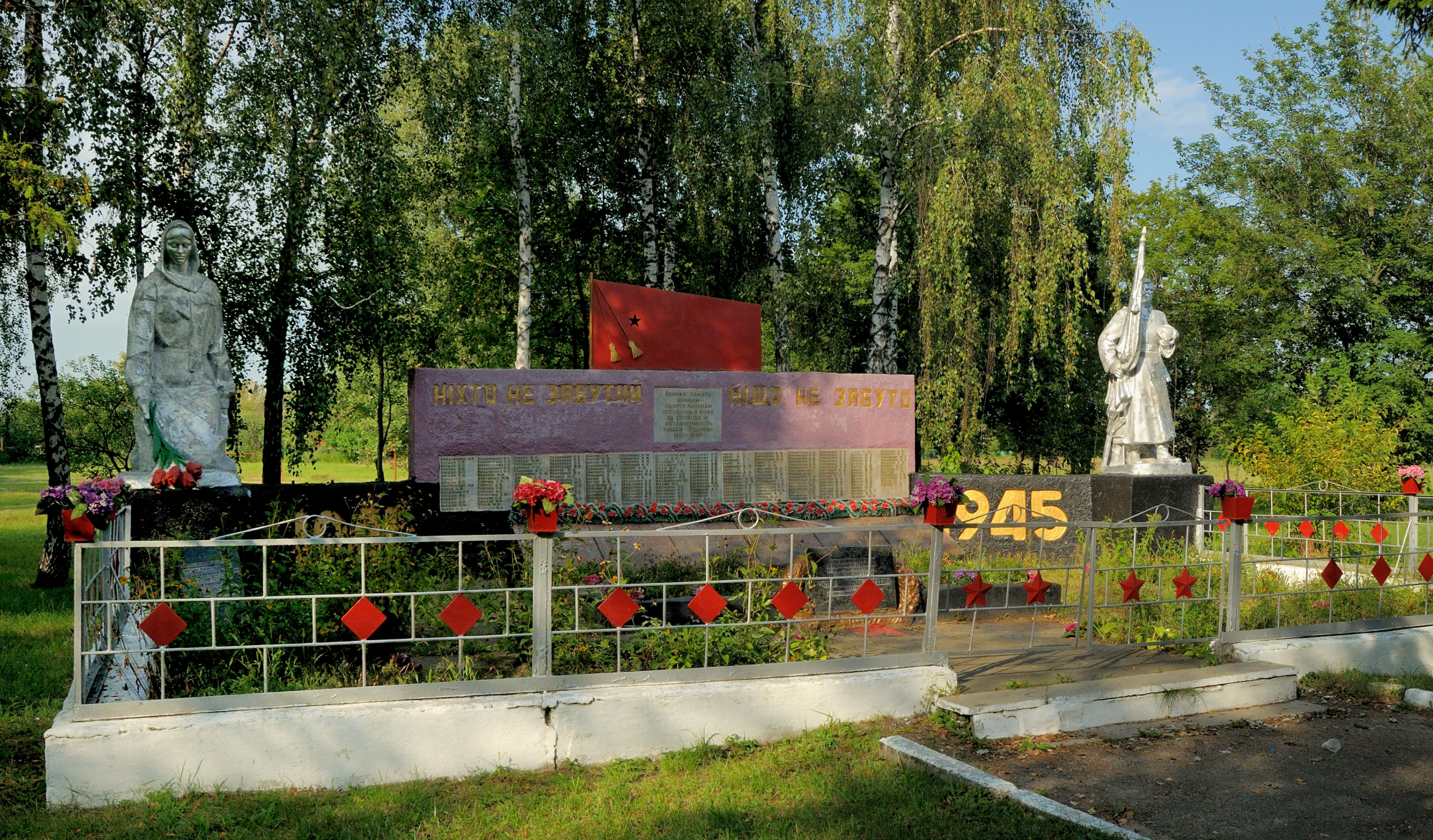
Братська могила воїнів, полеглих у 1943 році при звільненні села
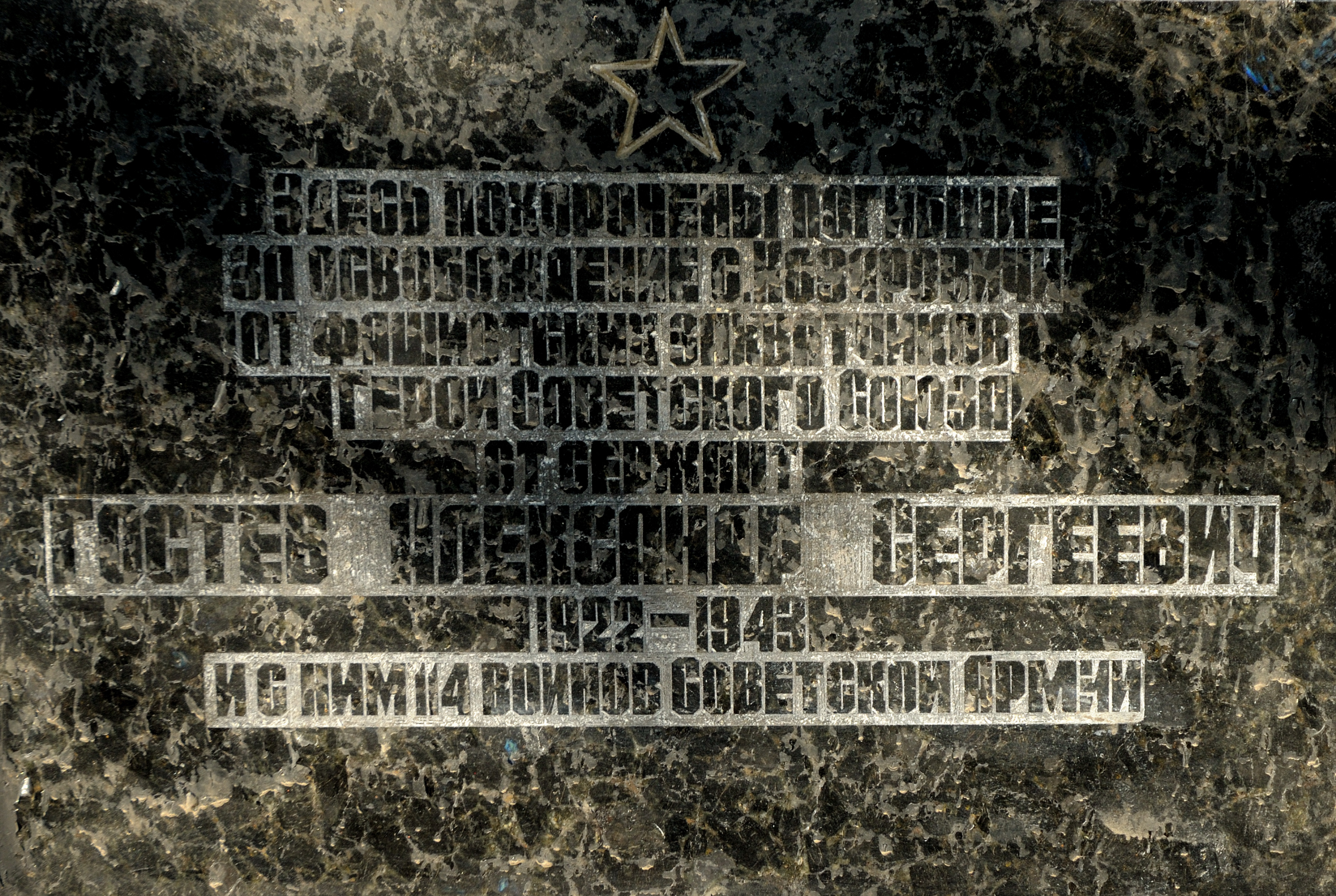
Напис на братській могилі
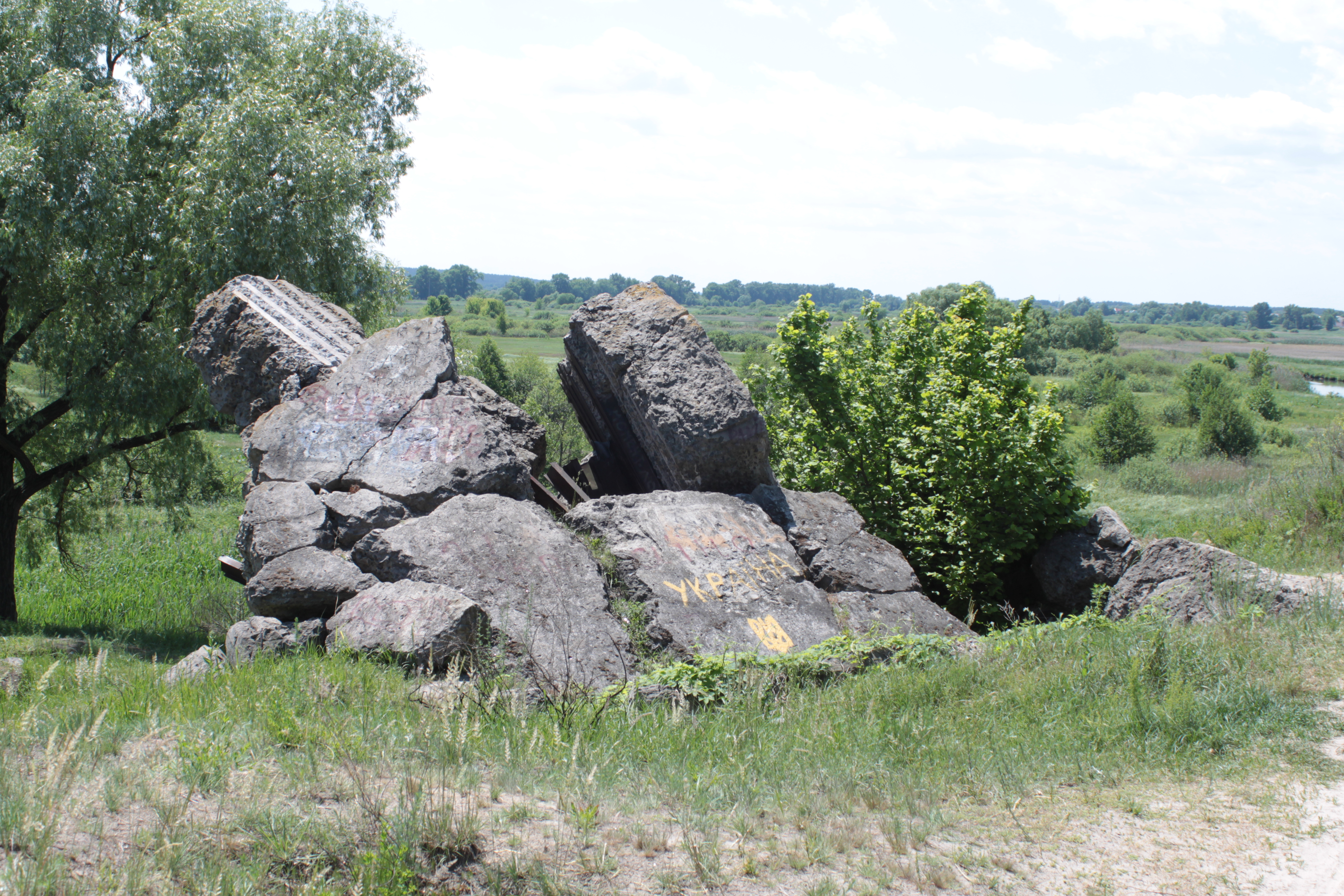
Зруйнований ДОТ на південь с. Козаровичі біля місця впадіння Ірпеня у Київське водосховище
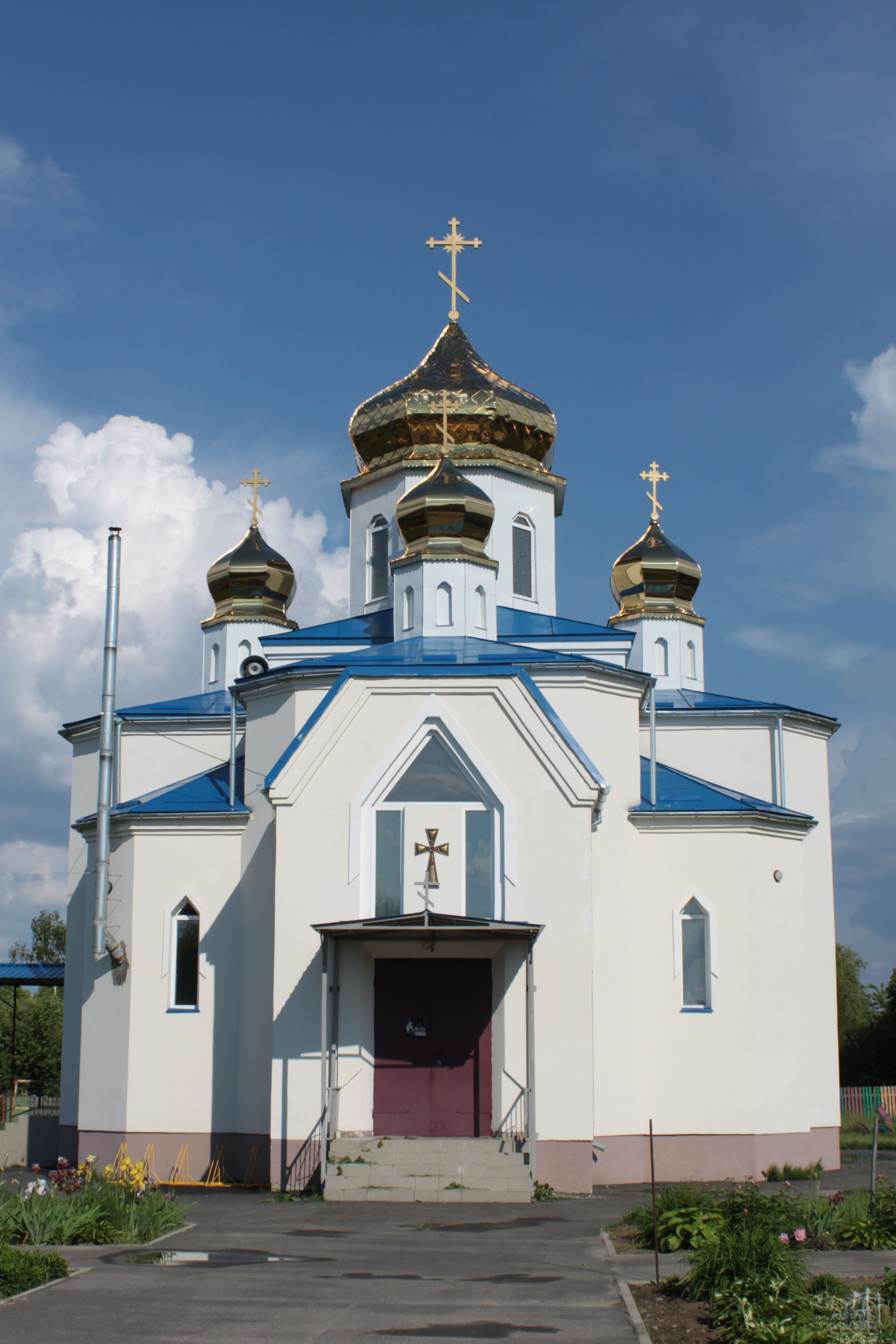
ПЦУ Київського патріархату Святої Покрови
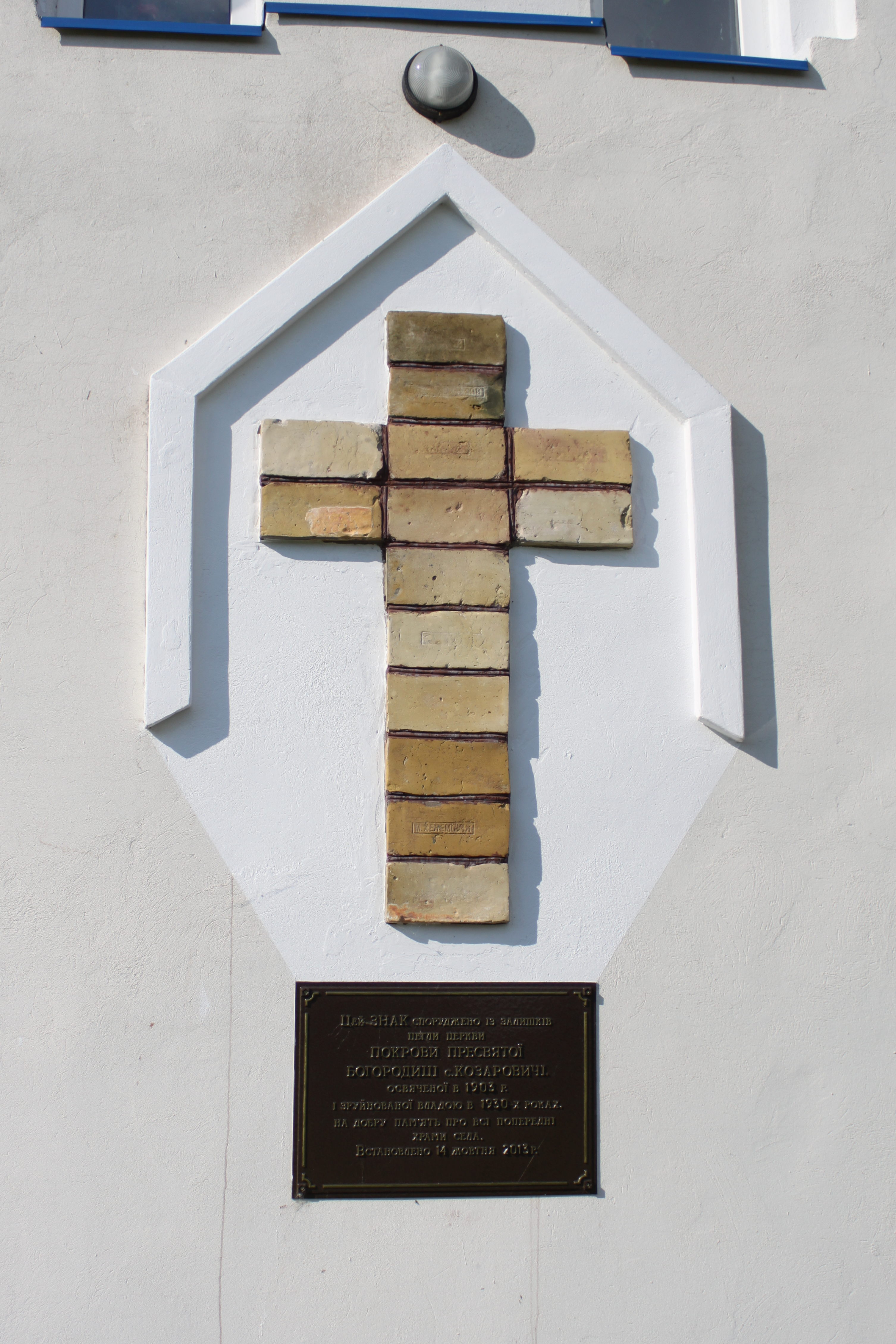
Пам'ятний знак біля про зруйновану у 1930-х роках церкву
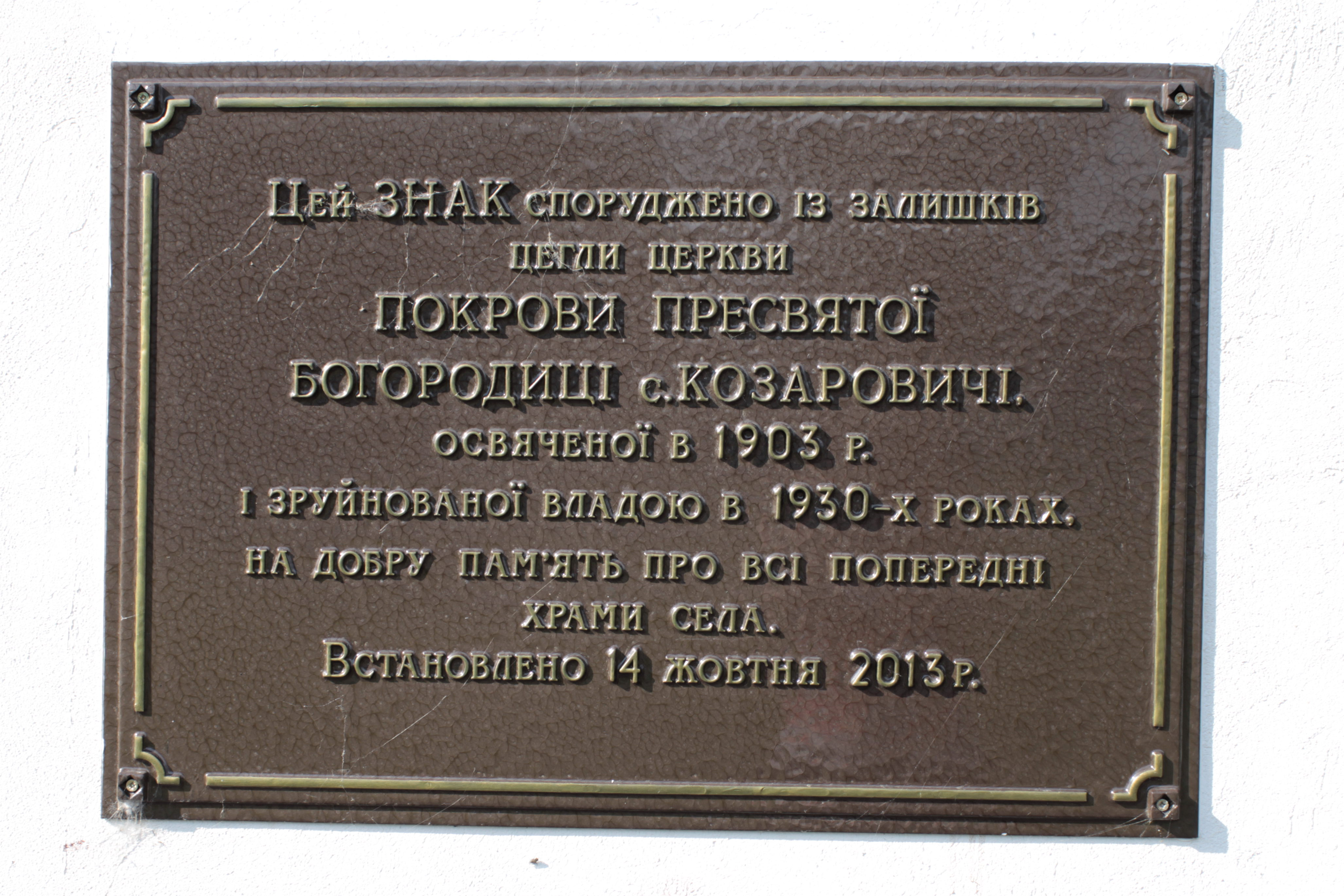
Напис на пам'ятному знаку про зруйновану церквц у 1930-х роках
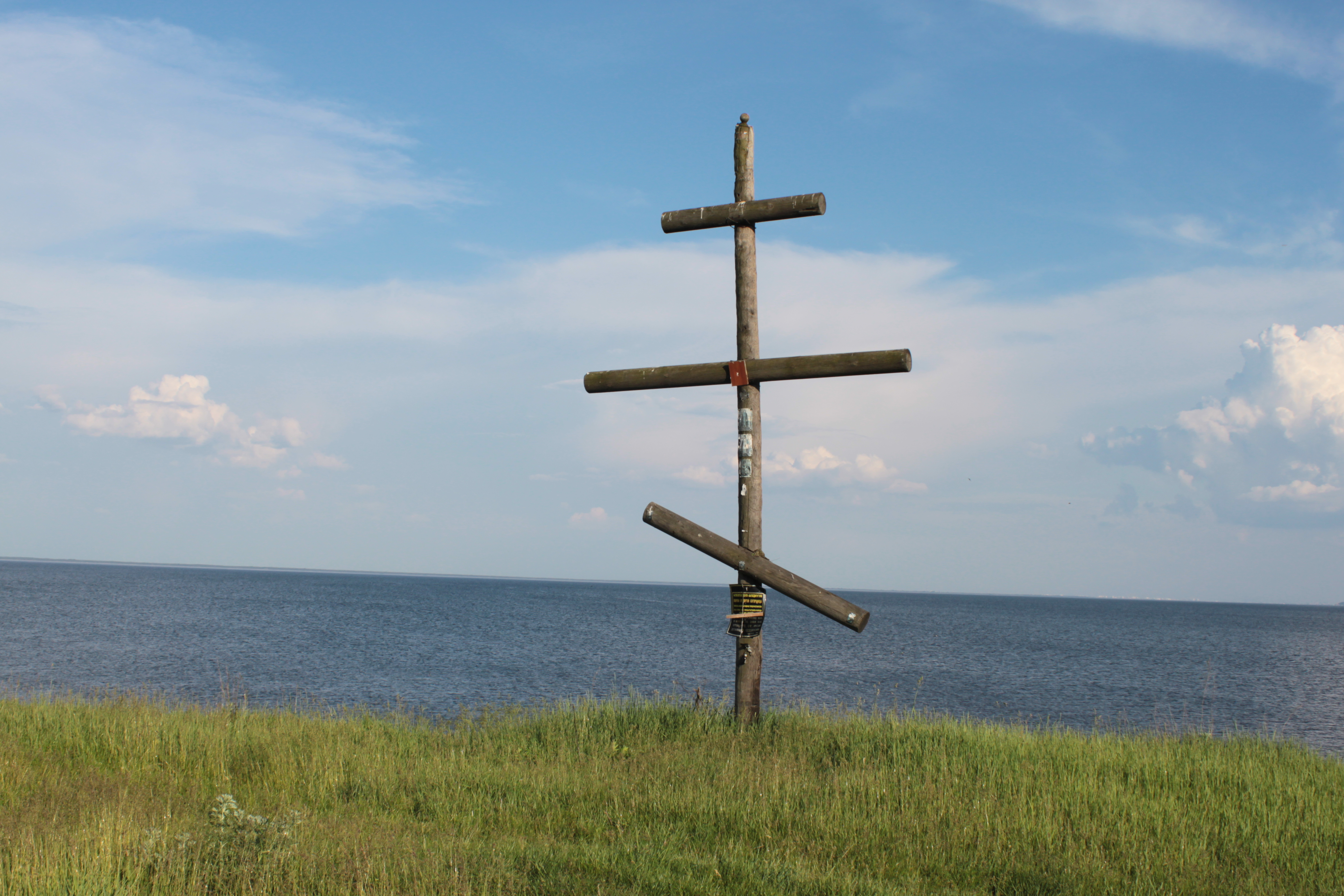
Дерев'яний хрест на березі Київського водосховища
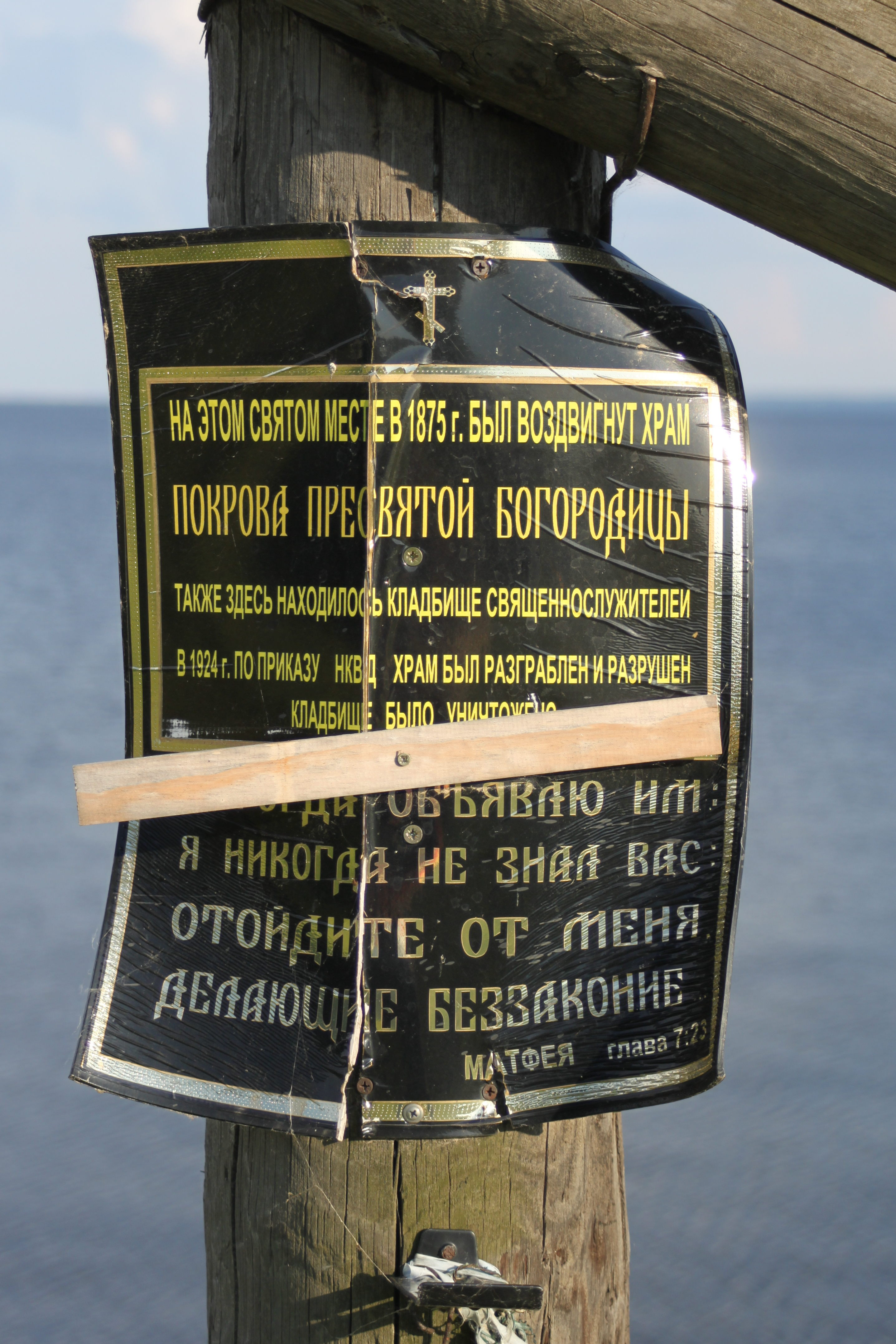
Напис на дерев'яному хресті
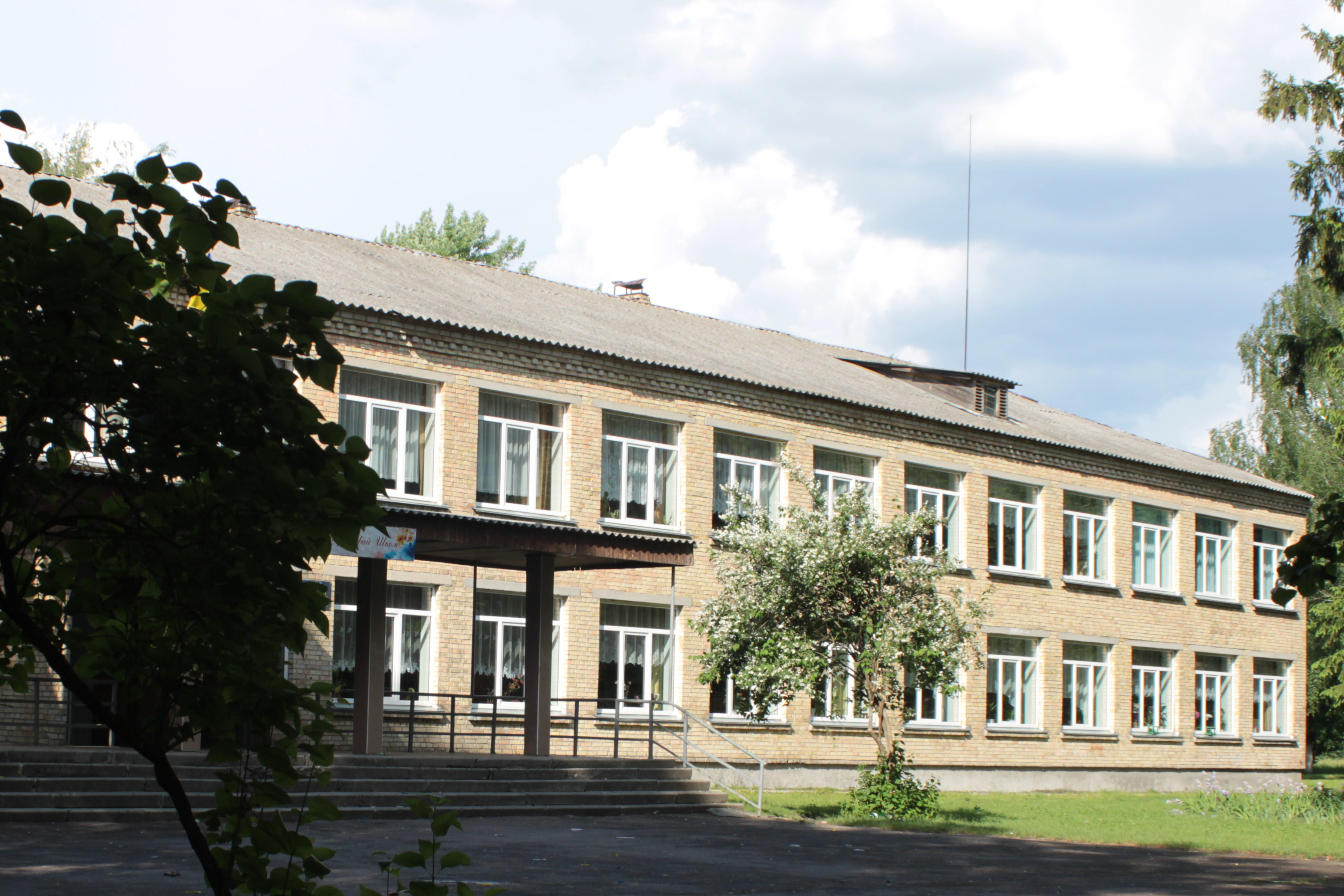
Козаровицька загальноосвітня школа І—ІІІ ступенів
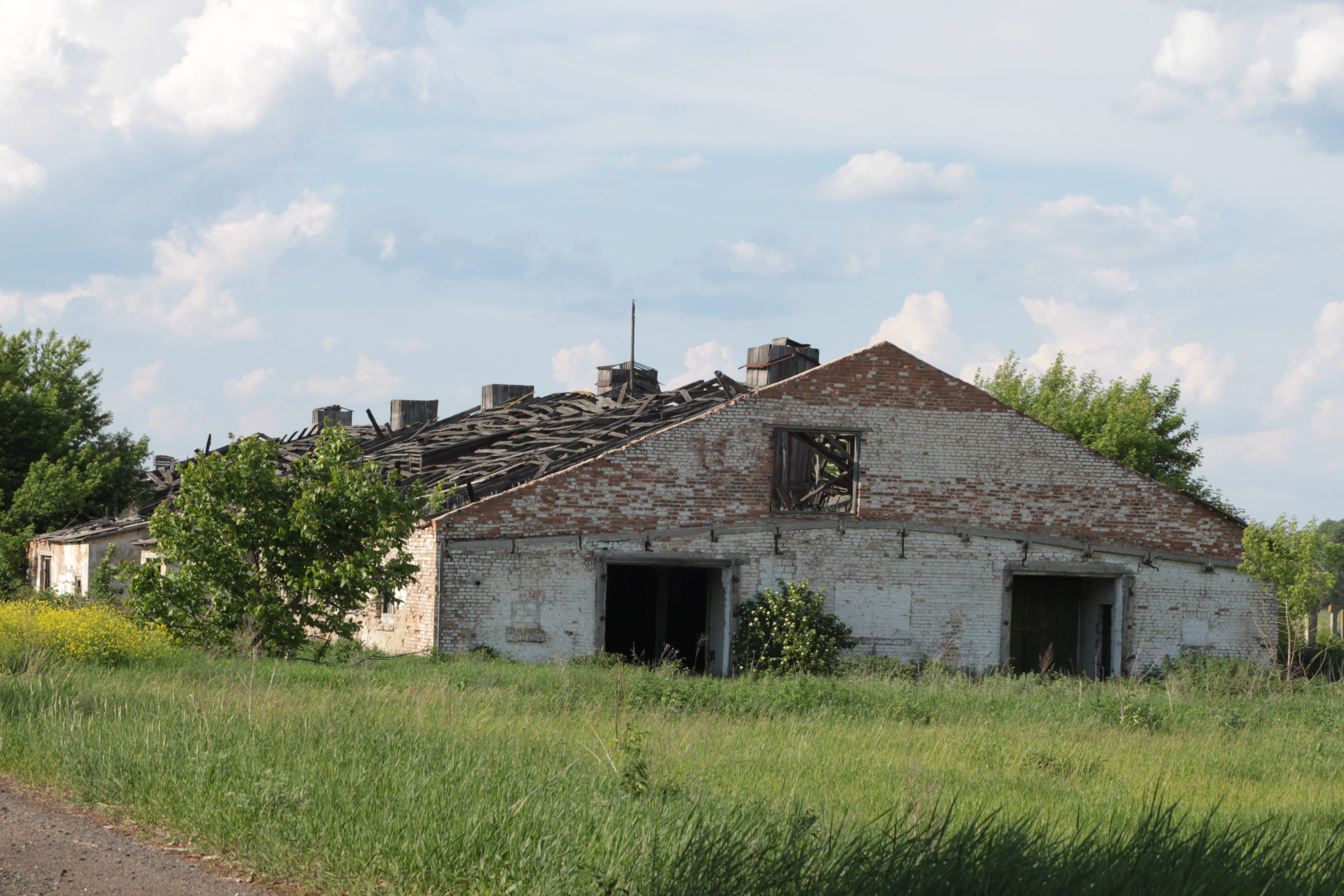
Одна з будівель колишнього радгоспу
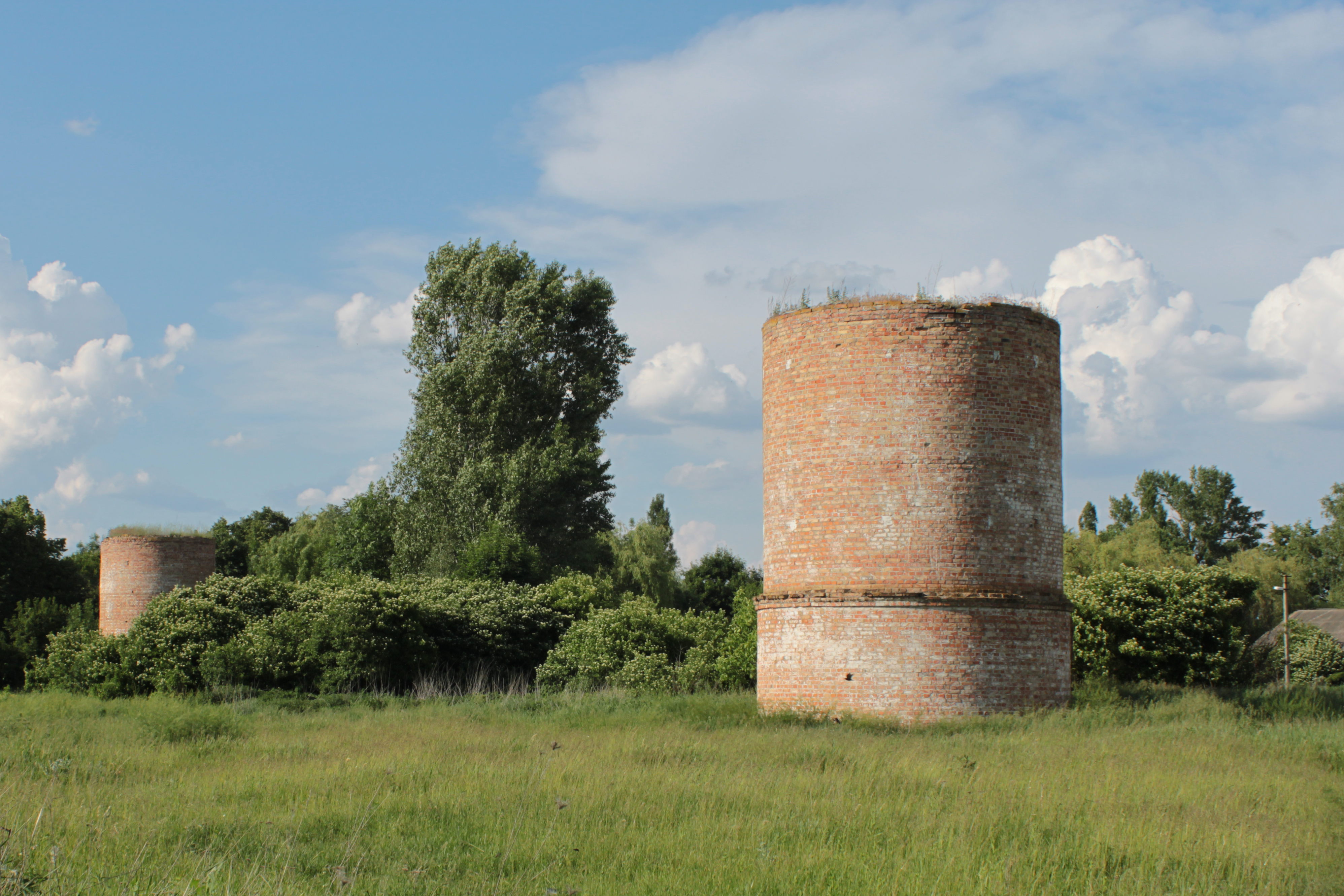
Силосні башти колишнього радгоспу